# Batterie del Petit Vallon
Le batterie del Petit Vallon, note anche rispettivamente come batteria Alta e la batteria Bassa del Petit Vallon, sono due fortificazioni costruite nel 1890 alle pendici del Monte Chaberton sopra Claviere, in Italia.

## Storia
Vennero costruite nel 1890 dall'Italia per controllare il fondo del pianoro del Monginevro e prevenire un'eventuale invasione di truppe francesi. Erano composte da caserme e forti in muratura e calcestruzzo con postazioni in casamatta ed all'aperto per le artiglierie di cui erano dotate.
Le fortificazioni vennero edificate in previsione di una possibile invasione da parte della Francia passando dal pianoro del Monginevro nella conca di Cesana; rientravano nelle opere di supporto alla Batteria dello Chaberton ed alle opere difensive che erano state costruite a Claviere. Rimasero operative fino al 1915, quando vennero disarmate e le artiglierie inviate al Fronte orientale. Nel 1932 accanto alla Batteria Alta venne edificata la Batteria B14, a supporto delle opere ottocentesche già ubicate.
In seguito alla sconfitta dell'Italia nella seconda guerra mondiale tutte le Batterie del Petit Vallon, eccezion fatta per la Batteria Bassa, in seguito alle modifiche di confine pretese dalla Francia e contemplate nel Trattato di Pace, sono passate in territorio francese. Ciò ha fatto sì che per esse non venissero attuate le distruzioni previste per le opere militari poste entro i 20 km di distanza dal confine in territorio italiano e, di conseguenza, eccezion fatta per i magazzini esterni e gli edifici all'aperto (quali le due caserme), le opere sono rimaste in discreto stato di conservazione: in modo particolare l'intera Batteria B14 e le polveriere delle altre due batterie sono in buono stato di conservazione.
Le due caserme delle Batterie hanno tutti i muri e i tetti ancora in posizione, mentre tutte le artiglierie e le parti metalliche delle opere sono state rimosse e rivendute.
L'accesso alla mulattiera, chiuso durante i lavori per la costruzione della circonvallazione di Claviere, è stato riaperto nel 2015 con la costruzione di una nuova scala che collega l'inizio della mulattiera con la strada statale. In tale occasione il sentiero è stato riaperto e ripulito, ciononostante in alcuni punti presenta difficoltà dovute a smottamenti e piccole frane.

## Descrizione

### Batteria Bassa
La Batteria Bassa del Petit Vallon (1880 m s.l.m.) è armata con 4 cannoni da 12 G.R.C. Ret posti su piazzole in barbetta poste su piani sfalsati e con la bocca di fuoco rivolta verso il Monte Janus. La batteria era composta da una caserma posta a un livello più basso rispetto alle piazzole di tiro, la quale era destinata a ospitare i quaranta uomini che costituivano l'operativo della batteria. La caserma era a un solo piano nel quale vi erano la camerata per i soldati, la cucina e le camere ufficiali ed era sostenuta da un notevole contrafforte a due  arcate in mattoni; particolare della caserma erano le finitura in pietre e mattoni di porte e finestre. A fianco della caserma vi era il locale del magazzino dell'artiglieria e salendo sullo sperone roccioso soprastante si giungeva al corpo di guardia ed alle piazzole in barbetta per i cannoni. Dal corpo di guardia, un piccolo edificio, si diparte salendo si incontra prima la caserma della batteria, in perfette condizioni, che un tempo ospitava fino a quaranta uomini. Poco più in alto vi sono le piazzole per i cannoni della batteria site a due a due a differente altezza; dal corpo di guardia si diparte una galleria alla prova che lo collega al locale munizionamento ed alla polveriera (che vengono così a trovarsi al di sotto delle piazzole di tiro, collegate con alcuni montacarichi).
La Batteria Bassa era collegata tramite una mulattiera militare al corpo di guardia difensivo di Claviere ed alla Batteria Alta, posta più in alto lungo la mulattiera.

### Batteria Alta
La Batteria Alta del Petit Vallon (2185 m s.l.m.) era un complesso di edifici in pietra e mattoni come la Batteria Bassa costruito a partire dal 1890 su di un pianoro lungo le pendici del Monte Chaberton, lungo il sentiero che conduce da Claviere alla Batteria dello Chaberton. La costruzione di maggiore grandezza era la caserma, un edificio di forma simile a quello sito più in basso, con le rifiniture in mattoni e l'interno con camerata, cucine e locali tecnici ad un solo piano per ospitare i più di cento uomini della Batteria. Poco al di sopra della caserma era ubicata la cabina elettrica che smistava la corrente elettrica proveniente dal fondovalle alla Batteria Alta e proseguiva la linea fino alla Batteria dello Chaberton ed alla stazione intermedia della teleferica militare Cesana-Chaberton. Leggermante più in basso della caserma, lungo la mulattiera militare proveniente dalla Batteria Bassa, era sito un piccolo corpo di guardia e, a fianco, cintato da un muro di difensiva, vi era l'ingresso per la polveriera, interamente rivestita in pietra e mattoni. Da essa si dipartiva una ripida e lunga scala interrata (77 m.), dotata negli anni Trenta di un nastro trasportatore, che la collegava alle sei postazioni singole in barbetta dell'opera, sfalsate tra loro su più livelli, ove erano posizionati i 6 cannoni da 12 G.R.C. Ret con la bocca da fuoco rivolta verso il vallone del Rio Gimont. Posta più in basso, verso la caserma, ed a sinistra della linea di fuoco principale vi era la Batteria del Fianco Sinistro, formata da due sezioni separate da una traversa centrale con la riservetta ed armata con 2 cannoni da 149/23 e 2 mortai da 15 A.R. Ret rivolti verso sud.

### Batteria B14
La Batteria B14, 610ª Batteria G.a.F., è un'opera in caverna realizzata negli anni Trenta del '900 accanto ai locali della polveriera della Batteria Alta del Petit Vallon. Questa opera, presidiata da 56 uomini e sviluppantesi lungo la cresta rocciosa che sostiene il margine sud - ovest della piana del Petit Vallon, ha una struttura formata da due parti distinte a più livelli, simili come forma, collegate tra loro da una lunga galleria nella quale aggettavano tre ampi ricoveri. Una diramazione porta all'ingresso secondario della Batteria (ove su una parete vi era disegnata la pianta dell'opera), mentre gli altri percorsi sotterranei conducono alle casematte per i cannoni da 75/27 (casematte binate), alle postazioni per le mitragliatrici ed all'osservatorio (questi ultimi rivolti verso Claviere).
Oltre alla batteria Bassa, alla Batteria Alta ed alla Batteria B14, le fortificazioni del Petit Vallon comprendevano anche altre opere quali un baraccamento ed un osservatorio ad alta quota, siti su la Portiola (2690 m s.l.m.) e la Interruzione del Porton (2669 m s.l.m.), composta da una serie di mine che avrebbero dovuto essere fatte saltare in caso di aggiramento delle fortificazioni esistenti. per bloccare il passaggio tra il Vallone del Rio Secco ed il Petit Vallon.